# Hypnodontopsis mexicana
Hypnodontopsis mexicana är en bladmossart som beskrevs av H. Robinson 1964. Hypnodontopsis mexicana ingår i släktet Hypnodontopsis och familjen Rhachitheciaceae. Inga underarter finns listade i Catalogue of Life.